# Dragon Mania Legends
Dragon Mania Legends est un jeu vidéo de gestion édité par Gameloft en 2015 pour iOS et Android. Le jeu consiste à élever, nourrir et faire combattre des dragons. Le jeu est free-to-play, c'est-à-dire qu'il est initialement gratuit, mais qu'il propose des offres payantes, en général pour acheter des diamants ou des unités.

## Accueil
Les avis sur le jeu sont plutôt mitigés, les joueurs déplorant les problèmes de serveurs et d'événements.